# Okan Yılmaz
Okan Yılmaz (nacido el 16 de mayo de 1978) es un exfutbolista profesional turco. Recordado en particular por su actuación en la Copa Confederaciones de 2003 con la selección nacional de su país y por su próspero periplo en el Bursaspor —del cual es su máximo goleador histórico—, actualmente ejerce como entrenador de la división sub-19 del mismo club.

## Trayectoria

### Carrera inicial
Yılmaz comenzó a jugar fútbol para Karayollari Yolspor en 1988, de modo amateur. Su carrera profesional comenzó en İnegölspor cuando firmó para jugar en ese equipo en 1996. Dos años más tarde, en 1998, fue transferido al Bursaspor. Estuvo en la mira del CSKA Moscú y del Olympique de Marsella en 2003. Una tasa de transferencia del Olympique fue aceptada por el Bursaspor, pero Yilmaz no estaba de acuerdo con los términos de contratos.

### Carrera internacional
Yılmaz comenzó su carrera internacional con la Sub-21 de Turquía en el año 2000. Fue promovido a la selección mayor en 2003, pero no ha sido invocado desde el año 2004. Tiene cinco goles en ocho partidos, así como un tercer puesto en la Copa FIFA Confederaciones 2003. En semifinales con Francia, Yılmaz tuvo la oportunidad de igualar con un penal, pero lo erró, y, por lo tanto, Turquía perdió 3-2, y fue al partido para el tercer puesto. En el mismo, Turquía ganó 2 a 1 con un gol suyo a los 86 minutos, dejando en cuarto lugar a Colombia

## Palmarés

### Internacional
- Tercer puesto en la Copa FIFA Confederaciones 2003

### Individual
- Goleador de la Superliga de Turquía: 2001, 2003
- Goleador de la Bank Asya 1. lig: 2005

## Clubes
| Club             | País    | Año         |
| ---------------- | ------- | ----------- |
| İnegölspor       | Turquía | 1986 - 1998 |
| Bursaspor        | Turquía | 1998 - 2005 |
| Malatyaspor      | Turquía | 2005 - 2006 |
| Konyaspor        | Turquía | 2006        |
| Sakaryaspor      | Turquía | 2006 - 2007 |
| Diyarbakırspor   | Turquía | 2007 - 2008 |
| Orduspor         | Turquía | 2008        |
| Panthrakikos FC  | Grecia  | 2008 - 2009 |
| Belediye Vanspor | Turquía | 2009        |
| Tepecik B.S.     | Turquía | 2009 - 2010 |
| Alanyaspor       | Turquía | 2010        |